# École de Lille
 (novembre 2017).
Si vous disposez d'ouvrages ou d'articles de référence ou si vous connaissez des sites web de qualité traitant du thème abordé ici, merci de compléter l'article en donnant les références utiles à sa vérifiabilité et en les liant à la section « Notes et références ».
La formule « École de Lille » est utilisée dans deux disciplines différentes : la philologie et la recherche en littérature, dont les travaux se sont souvent croisés.

## Histoire
En philologie, l'École de Lille désigne le Centre de recherches philologiques fondé à l’Université de Lille par le philologue dissident Jean Bollack (1923-2012), qui y enseigne de 1958 à 1992. Il réunissait autour de lui sa femme Mayotte Bollack, Heinz Wismann, André Laks, Pierre Judet de la Combe, Fabienne Blaise, Philippe Rousseau et Jean-François Balaudé. Ce groupe a largement contribué à la relecture des œuvres antiques : Euripide, Sophocle, Héraclite, Parménide, Eschyle. La notoriété internationale de cette École bénéficie des invitations de Jean Bollack à l'Institute for Advanced Studies de Princeton, à l'Université libre de Berlin, à la Faculté des Lettres de Genève. 
Proche du sociologue Pierre Bourdieu, qui enseigne à l’université de Lille jusqu’en 1964, Jean Bollack reste très lié avec lui par la suite. Il développe avec Wismann une pensée de la différence qui donne un sens neuf au problème philosophique de l'identité. En ce qui concerne la théorie littéraire, cette école, proche de Peter Szondi, s’intéresse à Paul Celan, poète de la contre-parole, développant une poétique allemande tournée contre l'allemand.
En recherche littéraire, l’École de Lille est constituée par deux générations successives de chercheurs, rassemblées la première autour de Jean Decottignies (1918-2003) et de Philippe Bonnefis (1939-2013), la seconde autour de Dominique Viart. Proche des pensées de Nietzsche, Deleuze, Foucault, Jean Decottignies, qui organise avec Bollack et Bourdieu en 1974 un colloque décisif sur « la science des œuvres : langage et institution », développe une forme critique très essayistique sur les œuvres de Giono, Klossowski, Jouve, Borges, Gombrowicz ou Breton, marquée par les notions de simulacre, du peu de réalité (Breton), de l’œuvre comme écriture ironique et de la fiction comme forme de la poésie.
Philippe Bonnefis conserve cette dimension très libre de la critique, au sujet d’écrivains du XIXe siècle (Flaubert, Maupassant) ou plus contemporains (Ponge, Pascal Quignard, Claude-Louis Combet…). Il dirige les Presses universitaires du Septentrion et fonde la collection d’essais critiques Objet. Invité à enseigner à l’Université d’Atlanta, il compte de nombreux disciples aux États-Unis. Spécialiste de Sartre, Alain Buisine (1949-2009) s’attache également au XIXe siècle finissant (Verlaine, Loti) mais aussi à la littérature plus récente (Doubrovsky, Esteban). 
L’arrivée de Dominique Viart à Lille au début des années 1990 intensifie le développement de ces travaux sur la littérature contemporaine. L’université de Lille devient alors pionnière en ce domaine. Ses travaux sur l’œuvre du poète Jacques Dupin, dont Jean Bollack était proche, l’ont rapproché du philologue (qu'il invite à un débat public, en 2012, dans le cadre des « Enjeux contemporains » organisé avec la Maison des écrivains de Paris). Avec l’écrivain et critique Gérard Farasse (1945-2014), ancien élève de Barthes et spécialiste de Ponge, Viart rejoint Bonnefis et Buisine à la direction de la Revue des sciences humaines et au Comité éditorial des Presses du Septentrion, où il fonde la collection Perspectives, entièrement consacrée à la littérature des XXe et XXIe siècles. et, avec Ph. Bonnefis , la collection Claude Simon. 
Viart réunit autour de lui un groupe de chercheurs très actifs parfois issus d’autres horizons (outre Gérard Farasse : Catherine Douzou, Marie-Hélène Boblet, François Berquin, Laurent Demanze, Jean-Max Colard) qui essaimeront ensuite dans diverses universités et institutions culturelles françaises où la littérature contemporaine devient grâce à eux un objet de recherche majeur.
Sous leur influence croisée, les deux grandes revues littéraires lilloises, la Revue des Sciences Humaines (dirigée à partir de 2001 par Dominique Viart et Gérard Farasse) et Roman 20-50 (dirigée par Catherine Douzou) s’ouvrent ainsi largement aux corpus contemporains.